# Villa Campanario
Villa Campanario es una localidad del Departamento Bariloche, Río Negro, Argentina.

## Población
Contaba con 789 habitantes (Indec, 1998), lo que representa un incremento del 27,7% frente a los 618 habitantes (Indec, 1990) del censo anterior. Esta cifra incluye Selva Negra, Villa Antumalal y Villa Don Bosco. Durante el censo nacional de 2008 fue considerada como población rural dispersa.
- Datos: Q7930284